# Гіпсометричний план покладу
Гіпсометри́чний план по́кладу (рос.гипсометрический план залежи, англ. hypsometric phan of deposit, нім. hypsometrischer Lagerstätteplan m) — план поверхні контакту покладу з вмісними породами в ізолініях (ізогіпсах), побудованими за результатами детальної розвідки. Є важливим документом при плануванні розвитку гірничих робіт на наступний період.
Гіпсометричний план покладу дає повне уявлення про розміри, форму та положення покладу, в надрах, є основним елементом графічної моделі покладу, яку складають при геометризації родовища корисної копалини.